# يوهانس جيلدنهويز
يوهانس جيلدنهويز (بالأفريقانية: Johannes Jacobus Geldenhuys)‏‏ (20 نوفمبر 1931 - 10 سبتمبر 2018) هو قائد عسكري جنوب أفريقي، وقد شغلَ منصب رئيس قوات الدفاع الجنوب أفريقية في الفترة ما بين 1985 حتى 1990.